# Антуан Бургундский
Антуан, известный современникам как Великий бастард Бургундский (фр. Antoine, Grand Bâtard le de Bourgogne; 1421, Лизи — 5 мая 1504, Кале) — незаконнорожденный сын и первый ребёнок Филиппа III Доброго, герцога Бургундии, и одной из его любовниц, Жанны де Прель (Jeanne de Presle).

## Биография
Антуан родился в 1421 году, предположительно в Лизи (Пикардия), и был воспитан при Бургундском дворе вместе со своим младшим единокровным братом графом де Шароле, будущим герцогом Бургундии Карлом Смелым, с которым был очень близок.
С 1451 года Антуан участвовал в военных кампаниях на стороне своего отца, а в 1464 году отправился в крестовый поход против турок и помог снять осаду Сеуты.
В 1456 году он стал кавалером престижного Ордена Золотого Руна, в число которых на тот момент было всего 29 человек.
В 1465 году Антуан принял участие в битве при Монлери; говорили, что он спас жизнь своего брата Карла, графа Шароле, который оказался отделен от своих людей и ранен в шею. В 1466 году в рамках Льежских войн вместе с Карлом присутствовал при осаде Динана. В том же году по приглашению английского короля Эдуарда IV Йорка отправился на долгое время в Англию, где ему пришлось сражаться на турнире против Энтони Вудвилла, 2-го графа Риверса, брата королевы Англии. Пребывание в Англии затянулось до лета 1467 года и было прервано в связи со смертью отца Антуана, Филиппа Доброго.
После смерти отца Антуан участвовал практически во всех военных кампаниях, возглавляемых новым герцогом, Карлом Смелым, начиная с Льежской кампании 1467 года, где под его командованием находилось 1 353 человека. В 1468 году Карл назначил его первым камергером, главным над другими 99 камергерами и 13 капелланами, находящимися на службе у герцога.
В отличие от своего довольно аскетичного брата Карла, Антуан, кажется, унаследовал сексуальные склонности своего отца: во время капитула кавалеров Ордена Золотого Руна в 1468 году он был осужден за свои внебрачные связи, невзирая на «мужество, доблесть и благоразумие и некоторые прочие добродетели и хорошие привычки». Но Карл всецело верил Антуану, и Антуан успешно служил своему единокровному брату как на полях битвы, так и на дипломатическом поприще до самой трагической смерти Карла во время битвы при Нанси в 1477 году. Эта преданность никогда не вызывала сомнений, даже когда в 1473 году Карл обвинил Антуана в том, что тот принял в дар от короля Франции Людовика XI, заклятого врага Карла, 20 000 золотых экю.

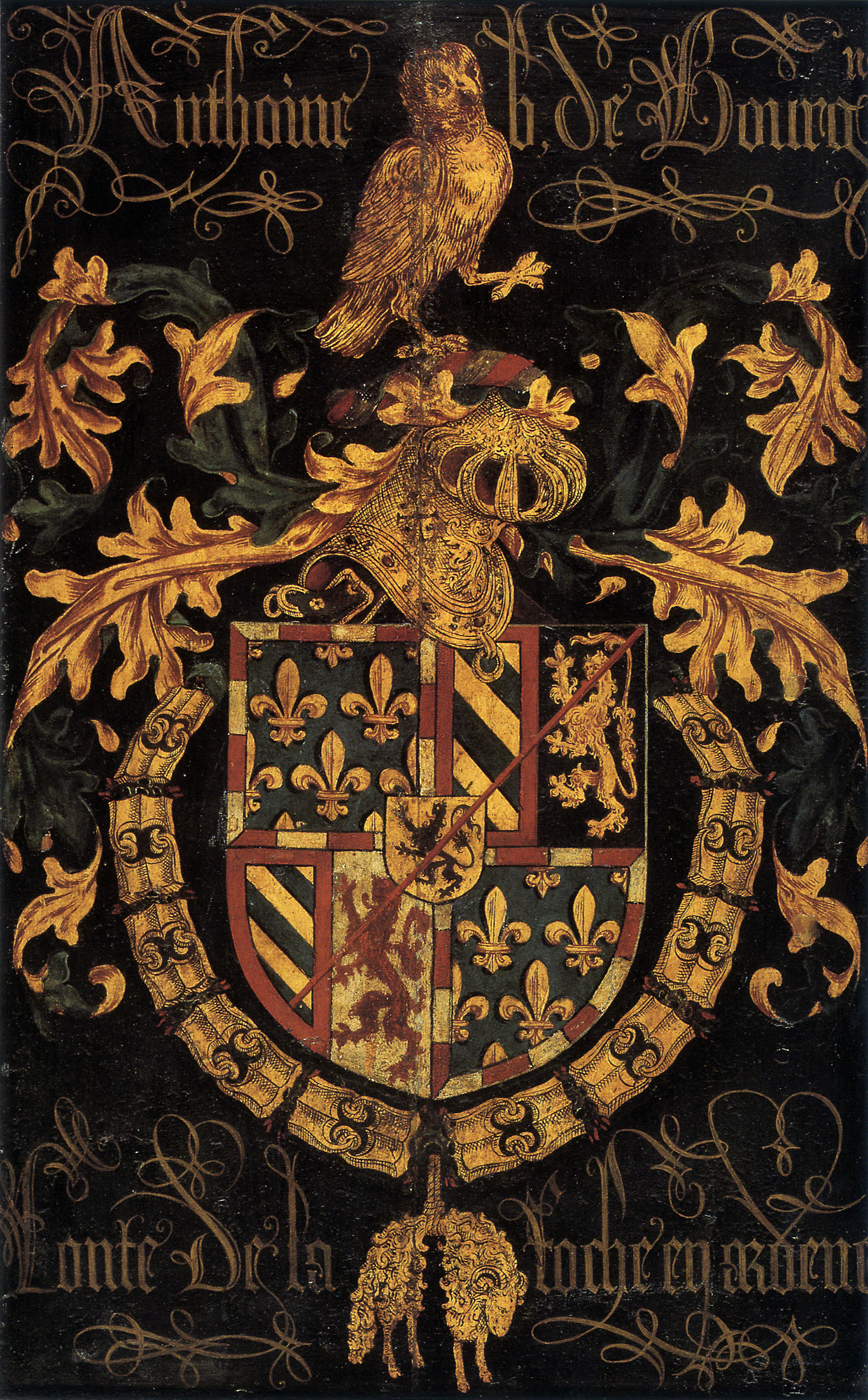
Герб Антуана, Великого бастарда Бургундского

Антуан также прославился спортивными достижениями — предполагается, что стрела, которую он держит на портрете работы Рогира ван дер Вейдена, имеет отношение к званию «король лучников», которое он заслужил в 1463 году во время ежегодных состязаний Гильдии лучников Святого Себастьяна в Брюгге. Карл же Смелый побеждал в подобных состязаниях в Брюсселе ежегодно с 1466 по 1477 года.
Сообщалось, что во время крайне неудачной осады Бове в 1472 году Антуан потерял свои лучшие украшения. В 1475 году он вновь отправился в качестве дипломата к королю Англии, герцогу Бретани, королям Сицилии, Португалии, Арагона и Неаполя, а также к папе римскому, и везде его принимали с большими почестями. Во время этих своих путешествий Антуан нашёл время для того, чтобы отозвать осаду Нойса, в том же году он принял участие в завоевании Лотарингии.
В 1476—1477 годах он сражался плечом к плечу с Карлом Смелым в трёх великих битвах при Грансоне, при Муртене и при Нанси. Под конец последней битвы он был взят в плен герцогом Лотарингии Рене II и доставлен королю Франции Людовику, озабоченному тем, чтобы Бургундия никогда впредь не восставала. Тогда Антуан предложил королю Франции свои услуги по стабилизации шаткой политической обстановки. И действительно, он оказался полезен при устройстве брака между Марией Бургундской, единственным ребёнком Карла Смелого, и эрцгерцогом Максимилианом Австрийским, будущим Максимилианом I, императором Священной Римской империи.
В 1485 году новый молодой король Франции Карл VIII узаконил Антуана и наградил его Орденом Святого Михаила.
Антуан умер неподалёку от Кале в 1504 году в возрасте 83 лет.

## Брак и дети
В 1459 году Антуан женился на Мари де ла Вьевилль. У супругов было трое детей:
- Филипп Бургундский-Беверенский (14?? — 1498) — граф де ля Рош, адмирал Нидерландов, кавалер Ордена Золотого Руна
- Жанна Бургундская (1460—1511). Муж: Яспер II ван Кулемборг (ок. 1445—1504)
- Мария (умерла в младенчестве)

Также у Антуана было двое детей от Мари де Брам:
- Антуан, бастард Бургундский
- Николя, бастард Бургундский (14?? — 1520)

## Покровитель искусств
Антуан был значимым коллекционером иллюстрированных манускриптов, в особенности, недавно выполненных лучшими фламандскими художниками и переписчиками. Он являлся обладателем по меньшей мере сорока пяти томов, из которых около тридцати были проиллюстрированы его современниками. Многие манускрипты с подписью, подтверждающей его собственность, сохранились в различных библиотеках, например, иллюстрированный четырёхтомник Фруассара. Подобно многим крупным покровителям искусств Антуан имел своего собственного неизвестного иллюстратора, который подписывался «Мастер Антуана Бургундского» и работал в Брюгге в 1460-е и 1470-е годы для многих ведущих библиофилов.